# 대한민국 형법 제221조
대한민국 형법 제221조는 소인말소죄에 대한 형법각칙의 조문이다. 외국인이 한국 밖에서 이 범죄를 저지르더라도 예외적으로 처벌하고 있다

## 조문
제221조(소인말소) 행사할 목적으로 대한민국 또는 외국의 인지, 우표 기타 우편요금을 표시하는 증표의 소인 기타 사용의 표지를 말소한 자는 1년 이하의 징역 또는 300만원 이하의 벌금에 처한다.[전문개정 1995.12.29]

## 판례
1. ↑  대한민국 형법 제5조(외국인의 국외범)